# Garba
Garba (łac. Diocesis Garbensis) – stolica historycznej diecezji we Cesarstwie rzymskim w prowincji Numidia zlikwidowana w VII w. podczas ekspansji islamskiej, współcześnie w północnej Algierii. Obecnie katolickie biskupstwo tytularne. 

## Biskupi tytularni
| Lp. | Biskup                    | Funkcja                                               | Od               | Do                |
| --- | ------------------------- | ----------------------------------------------------- | ---------------- | ----------------- |
| 1   | Paul-Marie Molin          | wikariusz apostolski Bamako (Mali)                    | 2 lipca 1928     | 17 sierpnia 1967  |
| 2   | Paulo de Tarso Campos     | emerytowany arcybiskup Campinas (Brazylia)            | 19 września 1968 | 2 marca 1970      |
| 3   | Émile Biayenda            | arcybiskup koadiutor Brazzaville (Kongo)              | 7 marca 1970     | 14 czerwca 1971   |
| 4   | Hernando Velásquez Lotero | biskup pomocniczy Popayán (Kolumbia)                  | 10 grudnia 1971  | 27 kwietnia 1973  |
| 5   | Gérard Dionne             | biskup pomocniczy Sault Sainte Marie (Kanada)         | 29 stycznia 1975 | 23 listopada 1983 |
| 6   | Robert Donnelly           | biskup pomocniczy Toledo (USA)                        | 14 marca 1984    | 21 lipca 2014     |
| 7   | Mark Edwards              | biskup pomocniczy Melbourne (Australia)               | 7 listopada 2014 | 26 maja 2020      |
| 8   | Luis Manuel López Alfaro  | biskup pomocniczy San Cristóbal de Las Casas (Meksyk) | 6 czerwca 2020   | 9 kwietnia 2025   |
| 9   | Nélio Pereira Pita        | biskup pomocniczy Bragi (Portugalia)                  | 6 czerwca 2025   |                   |